# Macklemore
Benjamin Hammond Haggerty (Seattle, 19 de junho de 1983), mais conhecido pelo seu nome artístico Macklemore, é um rapper, cantor, compositor e ativista norte-americano. Começou a sua carreira como músico a solo em 2000, tendo colaborado num projeto com o produtor Ryan Lewis, o violinista Andrew Joslyn e o trompetista Owuor Arunga. Ben já lançou um mix tape, três EPs e dois álbuns de estúdio.
O videoclipe para o single, "Thrift Shop", já teve mais de 1 Bilhão de visualizações no YouTube, e alcançou a primeira posição na U.S. Billboard Hot 100 Chart, vendendo mais de 7 milhões de cópias. O single também recebeu sete Discos de Platina.
O seu terceiro single "Can't Hold Us", alcançou também o topo da mesma tabela, fazendo com que Macklemore e Ryan Lewis sejam a primeira dupla da história das tabelas musicais a ter os seus primeiros dois singles no primeiro lugar da tabela, e o primeiro a fazê-lo sem fazer parte de nenhuma grande editora discográfica, em 20 anos.
O seu álbum de estreia, "The Heist", foi lançado em 9 de outubro de 2012, e alcançou o segundo lugar da US Billboard 200 Chart, além de vender mais de um milhão de cópias.

## Biografia e influências
Hagerty nasceu e foi criado em Seattle, no estado de Washington, Estados Unidos, cursou o ensino médio na escola Garfield High School e também na The Evergreen State College em 2005. Apesar de não ter nascido numa família de músicos, seus pais apoiavam sua aspiração para a música. Ben tinha seis anos quando o Hip Hop começou a fazer parte da sua vida, por causa do grupo de hip hop alternativo Digital Underground. A medida que envelhecia, ele e seus amigos passam seus verões armando tendas para escutar rádio, fazendo dubs e mixtapes (fazer uma mixagem de áudio para criar um novo som, remixar) de músicas que tocavam, pois ele e seus amigos não tinham como comprar os CDs por serem menores de idade e por não terem o consentimento dos pais.
Macklemore tinha quatorze anos quando começou a escrever suas próprias letras. Quando começou a cantar rap, Macklemore escutava muito East Coast Underground hip hop, e também vários grupos como Freestyle Fellowship, Aceyalone, Living Legends, Wu-Tang Clan, Nas, e Talib Kweli eram de grande influência para ele. Interessado em atingir uma geração mais nova através de sua música, ele foi parte de um programa focado na educação e identidade cultural chamado "Portais para jovens encarcerados" onde ele facilitou oficinas de música.

## Carreira musical

### 2000-2005: Começo da carreira
Macklemore gravou um EP com o título Open Your Eyes no ano de 2000, sob o nome de Professor Macklemore, sendo distribuído por ele mesmo. Macklemore retirou "Professor" de seu nome, e divulgou seu primeiro álbum completo oficial, The Language of My World em Janeiro de 2005. Em Setembro de 2009, divulgou The Unplanned Mixtape. Já em Outubro de 2010, ele se juntou ao seu produtor Ryan Lewis para então criar o EP VS. Redux. Macklemore usou sua experiência com o abuso de substâncias para criar a canção aclamada pela crítica "Otherside", que se assemelha a música de mesmo nome da banda Red Hot Chili Peppers.
Desde então, Macklemore foi apanhado pelo The Agency Group, uma agência internacional de talentos que tem representado grupos conhecidos como A Tribe Called Quest e Finger Eleven.

### 2005-2011: A volta e sérieThe VS.
Macklemore conheceu Ryan Lewis em 2006. Lewis passou alguns anos trabalhando na promoção de Macklemore como seu fotógrafo. Eles viriam a ser bons amigos quando Lewis passasse a produzir por Macklemore, os dois acabaram por trabalhar em tempo integral como dupla. Macklemore fez uma participação como artista em destaque na música "Good" do grupo musical The Psysics no ano de 2009.
Em Março de 2010, a dupla lançou "Stay at home Dad", uma faixa que não chegou a fazer parte de The Vs. Redux. No final de Abril de 2010, ele realizou um set improvisado numa festa em uma casa na Universidade do Colorado. seu set consistia em sua faixa "And we Danced", tocada duas vezes consecutivas na frente de mais de 200 fãs. No final de 2010, ele lançou uma música em tributo chamada "My oh My" pela morte recente do comentarista do time de baseball Seattle Mariners, Dave Niehaus. No dia 8 de Abril de 2011,cantou a musica no dia de abertura dos Mariners em frente a 48 000 participantes.
The VS. EP com Ryan Lewis e The Unplanned Mixtape foram divulgados em 2009, seguido por The Vs. Redux no ano seguinte. Sendo que este último chegaria na sétima posição na lista de músicas mais ouvidas de hip hop do iTunes. O single de estréia de Macklemore foi "The Town" do albúm The Unplanned Mixtape e mais tarde remixado por Sabzi de Blue Scholars. Ele também lançou a música "Irish Celebration" em Dezembro de 2009 em antecipação ao lançamento de The Vs. EP. O segundo single de Macklemore, "My oh My" foi lançado dia 21 de Dezembro de 2010, e "Wings" (música de Macklemore com Ryan Lewis) foi lançada em 21 de Janeiro de 2011 junto com "Can't Hold Us com Ray Dalton no dia 16 de Agosto de 2011.

### 2017-presente:Glorious

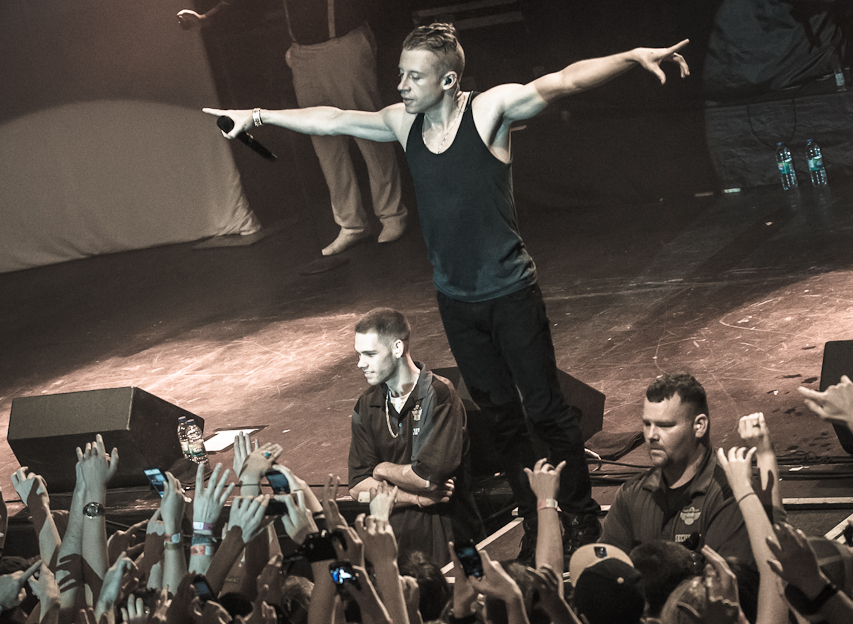
Macklemore se apresentando em sua turnê The Heist em Novembro de 2012.

Em junho de 2017, Macklemore lança Glorious, seu primeiro single solo com a cantora Skylar Grey. Macklemore colocou na sua rede social o motivo de ele começar sua carreira solo sem o Ryan Lewis, que trabalharam juntos durante nove anos: 
''Após o final da última turnê, Ryan e eu concordamos que seria bom para nós dois termos um pouco de espaço criativo. Ryan Lewis sempre será meu irmão. Nós estivemos trabalhando juntos e fomos inseparáveis por longos nove anos, e este parece o momento exato para respirarmos. Essa decisão foi tomada com muito amor e pensando um no outro. Eu serei seu padrinho de casamento no próximo mês! Nós teremos mais músicas juntos quando chegar a hora certa.''

## Discografia

### Álbuns de estúdio
| Título                                                                                        | Detalhe do álbum                                                                         | Posições em paradas músicais | Posições em paradas músicais | Posições em paradas músicais | Posições em paradas músicais | Posições em paradas músicais | Posições em paradas músicais | Posições em paradas músicais | Posições em paradas músicais | Posições em paradas músicais | Posições em paradas músicais | Certificações                                     |
| Título                                                                                        | Detalhe do álbum                                                                         | EUA                          | AUS                          | AUT                          | BEL                          | FRA                          | ALE                          | HOL                          | SUE                          | SUI                          | UK                           | Certificações                                     |
| --------------------------------------------------------------------------------------------- | ---------------------------------------------------------------------------------------- | ---------------------------- | ---------------------------- | ---------------------------- | ---------------------------- | ---------------------------- | ---------------------------- | ---------------------------- | ---------------------------- | ---------------------------- | ---------------------------- | ------------------------------------------------- |
| GEMINI                                                                                        | - Lançamento: 22 de setembro de 2017 - Gravadora: Bendo - Formatos: CD, digital download | 2                            | 3                            | 6                            | 25                           | 22                           | 10                           | 9                            | 7                            | 3                            | 13                           | - RIAA: Ouro - ARIA: Ouro - MC: Ouro - SNEP: Ouro |
| BEN                                                                                           | - Lançamento: 3 de março de 2023 - Gravadora: Bendo - Formatos: CD, digital download     | 18                           | 48                           | 17                           | 69                           | 80                           | 37                           | —                            | —                            | 17                           | —                            |                                                   |
| "—" indica que a gravação não foi incluída nas paradas ou não foi distribuída naquela região. |                                                                                          |                              |                              |                              |                              |                              |                              |                              |                              |                              |                              |                                                   |

## Singles

### Como artista principal
| Título                                                                                        | Ano  | Posições em paradas músicais | Posições em paradas músicais | Posições em paradas músicais | Posições em paradas músicais | Posições em paradas músicais | Posições em paradas músicais | Posições em paradas músicais | Posições em paradas músicais | Posições em paradas músicais | Posições em paradas músicais | Certificações                                                                                                   | Álbum  |
| Título                                                                                        | Ano  | EUA                          | AUS                          | AUT                          | BEL                          | FRA                          | ALE                          | HOL                          | SUE                          | SUI                          | UK                           | Certificações                                                                                                   | Álbum  |
| --------------------------------------------------------------------------------------------- | ---- | ---------------------------- | ---------------------------- | ---------------------------- | ---------------------------- | ---------------------------- | ---------------------------- | ---------------------------- | ---------------------------- | ---------------------------- | ---------------------------- | --- | ------ |
| "Glorious" (featuring Skylar Grey)                                                            | 2017 | 49                           | 2                            | 12                           | 22                           | 18                           | 15                           | 16                           | 11                           | 17                           | 23                           | - RIAA: Platina - ARIA: 6× Platina - BEA: Platina - BPI: Ouro - MC: 2× Platina - RMNZ: Platina - SNEP: Diamante | GEMINI |
| "Marmalade" (featuring Lil Yachty)                                                            | 2017 | —                            | —                            | —                            | —                            | —                            | —                            | —                            | —                            | 97                           | —                            | - MC: Ouro | GEMINI |
| "Good Old Days" (featuring Kesha)                                                             | 2017 | 48                           | 8                            | 24                           | 32                           | 171                          | 50                           | 80                           | 83                           | 24                           | 79                           | - RIAA: Platina - ARIA: 3× Platina - MC: 2× Platina - NVPI: Ouro - RMNZ: Ouro                                   | GEMINI |
| "—" indica que a gravação não foi incluída nas paradas ou não foi distribuída naquela região. |      |                              |                              |                              |                              |                              |                              |                              |                              |                              |                              | |        |

### Como artista convidado
| Título                                                                                        | Ano  | Posições em paradas músicais | Posições em paradas músicais | Posições em paradas músicais | Posições em paradas músicais | Posições em paradas músicais | Posições em paradas músicais | Posições em paradas músicais | Posições em paradas músicais | Posições em paradas músicais | Posições em paradas músicais | Certificações                                                                        | Álbum                    |
| Título                                                                                        | Ano  | EUA                          | AUS                          | AUT                          | BEL                          | FRA                          | ALE                          | HOL                          | SUE                          | SUI                          | UK                           | Certificações                                                                        | Álbum                    |
| --------------------------------------------------------------------------------------------- | ---- | ---------------------------- | ---------------------------- | ---------------------------- | ---------------------------- | ---------------------------- | ---------------------------- | ---------------------------- | ---------------------------- | ---------------------------- | ---------------------------- | ------------------------------------------------------------------------------------ | ------------------------ |
| "These Days" (Rudimental featuring Jess Glynne, Macklemore and Dan Caplen)                    | 2018 | —                            | 2                            | 1                            | 3                            | 18                           | 3                            | 10                           | 2                            | 2                            | 1                            | - RIAA: Platina - ARIA: 4× Platina - BPI: 3× Platina - BVMI: Platina - RMNZ: Platina | Toast to our Differences |
| "Summer Days" (Martin Garrix featuring Macklemore and Patrick Stump)                          | 2019 | 100                          | 48                           | 13                           | 19                           | 26                           | 24                           | 14                           | 34                           | 22                           | 26                           | - ARIA: Ouro - BEA: Ouro - BPI: Prata - MC: Ouro - SNEP: Ouro                        | Non-album single         |
| "—" indica que a gravação não foi incluída nas paradas ou não foi distribuída naquela região. |      |                              |                              |                              |                              |                              |                              |                              |                              |                              |                              |                                                                                      |                          |